# Samuel Purchas

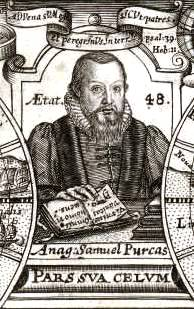
Samuel Purchas 1625

Samuel Purchas (* 1577 in Thaxted, Essex; † 1626 in London) war ein englischer Geistlicher und Herausgeber von Reiseliteratur.

## Leben
Samuel Purchas wurde vermutlich um 1577 in Thaxted in England geboren. Sein Vater George war ein erfolgreicher Tuchhändler; über seine Mutter Anne und seine Kindheit ist wenig bekannt. Ab 1594 besuchte er das St. John’s College in Cambridge und graduierte im Jahr 1600, wurde danach Diakon der Kirche von England und 1604 Vikar in dem Dorf Eastwood in Essex.
Der patriotische Purchas widmete seine Zeit dem Lesen von Reisebeschreibungen und Entdeckungsberichten, begeisterte sich für die der stürmischen See trotzenden tapferen Briten und begann selbst zu schreiben, um noch mehr tüchtige englische Abenteurer zu ermuntern, unbekannte Länder zu erforschen.
Im Jahr 1613 schrieb er Purcas, His Pilgrimage, or Relations of the Vvorld and the Religions both Heathenish and Christian Observed in all Ages and Places into Ffowre Bookes or Volumes Collected by Samuell Purcas, Mynister of Eastwood in Essex (Purcas’ Pilgerfahrt oder Erzählungen aus der Welt und von heidnischen und christlichen Religionen, überall und zu allen Zeiten beobachtet – in vier Büchern oder Bänden, gesammelt von Samuel Purcas, Pfarrer von Eastwood in Essex). Das Buch behandelte die Seefahrten englischer Expeditionen und berichtete über religiöse Bräuche in fernen Ländern. Purchas, der für das Buch die ältere Schreibweise seines Familiennamens Purcas benutzte, hatte nachweislich viele englische Abenteurer während seiner dienstlichen Reisen nach London interviewt.

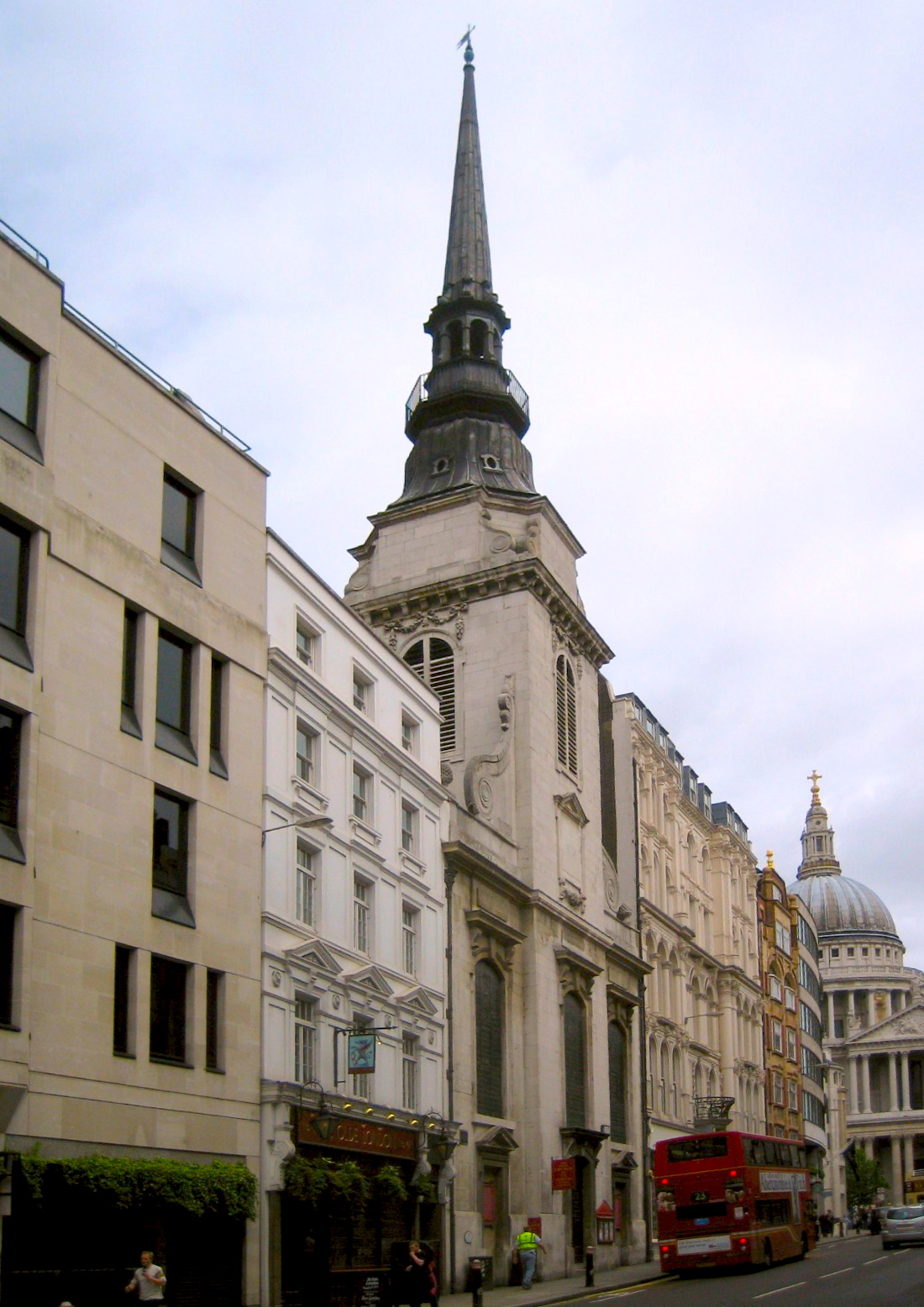
Kirche St. Martin’s, Ludgate in London

Samuel Purchas wurde vorgeworfen, er hätte lediglich schon veröffentlichte Bücher über die Expeditionen umgeschrieben, doch sein Erstlingswerk erfreute sich einiger Beliebtheit bei den britischen Lesern. 1614 wurde er als Rektor von St. Martin (Ludgate), nach London versetzt. Er arbeitete an der Fortsetzung von Purcas’ Pilgrimage und in seiner Freizeit diskutierte er mit Abenteurern und Seeleuten in Londons Pubs über ihre Erlebnisse. Hier lernte er auch Richard Hakluyt kennen, einen ebenfalls von Entdeckungsreisen begeisterten Kirchenmann und Schriftsteller. Anders als Purchas veröffentlichte Hakluyt Briefe und Berichte der Forschungsreisenden ohne Überarbeitung, während Purchas seine eigenen Gedanken und Theorien hinzufügte.
Hakluyt starb im Jahr 1616 und hinterließ Purchas sein umfangreiches Recherche-Material. Purchas veröffentlichte um 1625 Hakluytus Posthumus or Purchas, His Pilgrimes: Contayning a History of the World, in Sea Voyages and Lande Travells, by Englishmen and Others (Hakluytus posthum oder Purchas, Seine Pilgerfahrten: Enthält die Geschichte der Welt mit See- und Landreisen von Engländern und anderen), später kurz als Purchas, his Pilgrimes bezeichnet. Das Werk bestand aus vier umfangreichen Bänden, die ausführlich die Reisen und Abenteuer bekannter englischer Forschungsreisender und Kaufleute behandelten, und dazu beitrugen, dass skeptische britische Kaufleute mehr Bereitschaft zeigten, Geld in die jungen Kolonien in der Neuen Welt zu investieren.
Purchas Werke erfreuten sich in England großer Beliebtheit. Allmählich erreichten ihn zahlreiche Anfragen Reisender, auch deren Berichte und Erfahrungen in Folgebänden zu veröffentlichen. Purchas brachte es zu einigem Wohlstand und genoss seinen Ruhm. Historiker indes kritisieren viele seiner Berichte als unbedeutende Abenteuer von Kaufleuten.
Im Herbst 1626, ein Jahr nach seinen wichtigsten Veröffentlichungen, starb Samuel Purchas im Alter von 49 Jahren. Er wurde in der Kirche seiner Gemeinde St. Martin’s beerdigt.
Nach seinem Tod wurden seine Werke wiederholt neu aufgelegt. Seine Sammlungen von Forschungsberichten sind häufig die einzigen Informationsquellen für Historiker. Purchas his Pilgrimages ist die Vorlage für das Gedicht Kubla Khan von Samuel Taylor Coleridge.

## Werke
- Purchas: His Pilgrimage, or Relations of the World and the Religions observed in all Ages and Places, (1613) archive.org
- Purchas: His Pilgrimage. Microcosmus, or the Histories of Man. Relating the Wonders of his Generation, Vanities in his Degeneration, Necessity of his Regeneration, (1619).
- Hakluytus Posthumus or Purchas: His Pilgrimes, Contayning a History of the World in Sea Voyages and Lande Travells, by Englishmen and Others (4 Bände), (1625). Reprint: J. MacLehose and Sons, Glasgow (1905–1907).
- Purchas: The Description of the Country of Mawooshen, Discovered by the English in the Yeere 1603,4,5,6,7,,8 and 9. (1625). Reprint: J. MacLehose and Sons, Glasgow (1905–1907).[2]